# Turpe est aliud loqui, aliud sentire
 Turpe est aliud loqui, aliud sentire лат. (изговор:турпе ест алијуд локви, алијуд сентире). Срамно је једно говорити, а друго мислити. (Сенека)

## Поријекло изреке
Изрекао у смјени старе у нову еру  Римски књижевник, главни представник модерног, „новог стила“ у вријеме Неронове владавине.

## Значење
Сенека мисли да увјек треба говорити оно што мислиш. Другачије је неморално.